# Slaget vid Revolax
Slaget vid Revolax utkämpades den 27 april 1808 mellan Sverige och Ryssland. Svenskarna segrade.

## Slaget
Efter den svenska segern vid Siikajoki fortsatte den svenske befälhavaren Mauritz Klingspor sin reträtt med huvudarmén mot Uleåborg, tätt följda av ryssarna. Vid Revolax by hade en rysk styrka under Bulatov förskansat sig och Johan Adam Cronstedt förberedde ett anfall för att driva bort dem. Med en styrka om 1 800 man avancerade Cronstedt under natten mellan den 26 och 27 april. Svenskarna kunde höra ljudet av musköter i norr där Carl Johan Adlercreutz slogs mot en främre rysk vaktstyrka. Adlercreutz hade dock lyckats bryta anfallet.
Cronstedt och hans 4:e brigad förberedde sig för nästa dags strider. Bulatov och hans ryska trupper hade förskansat sig i byn. Där fanns även Mohilevregementet och Permregementet. De hade sammanlagt tre kanoner. På morgonen den 27 april anföll svenskarna i två lika starka kolumner: den högra kolumnen leddes av Gustaf Aminoff (med två bataljoner från Savolax infanteriregemente, den tredje bataljonen från Savolax jägarregemente, den andra bataljonen från Karelens jägarkår såväl som två 3-pundskanoner.); den vänstra kolumnen leddes av överstelöjtnant Adolf Ludvig Christiernin (med två bataljoner från Savolax infanteriregemente, den första bataljonen från Savolax jägarregemente, den första bataljonen från Karelens jägarkår - och även här med två 3-pundskanoner.).
Den högra svenska kolumnen svepte undan allt ryskt motstånd och avancerade öster om floden upp till byn. Vid samma tidpunkt förberedde sig den västra kolumnen för attack mot den prästgård där Bulatov hade sitt högkvarter och var han hade samlat alla sina trupper. Herrgården var en svår nöt att knäcka för svenskarna eftersom ryssarna gjorde svårt motstånd. Klockan tio på morgonen stormade svenska trupper herrgården och ett blodigt slag tog vid.
När våldsamheterna dog ut hade mer än 94 svenskar dött och över 600 ryska soldater var antingen tillfångatagna, sårade eller döda. Segern vid Revolax innebar slutet på den första svenska reträtten. Klingspor, känd som en försiktig och skeptisk man, beordrade sitt lynne till trots en motoffensiv mot söder. Savolaxbrigaden, som leddes av Johan August Sandels, av vilka Cronstedts mannar var en del, kom att utkämpa ett blodigt krig i de södra delarna av Finland. Snart tog Sandels nyformade 5:e brigad upp motståndet i landets östra delar. Den svenska motoffensiven hade börjat och den skulle pågå hela sommaren 1808.